# Ladies Central European Open
Het Ladies Central European Open was een jaarlijks golftoernooi voor vrouwen in Hongarije, dat deel uitmaakte van de Ladies European Tour. Het toernooi werd opgericht in 2004 en het vond tot de laatste editie, in 2006, telkens plaats op de Old Lake Golf & Country Club in Tata. Het toernooi werd ook georganiseerd onder de naam OPT Bank Ladies Central European Open - Hungary.
Het toernooi werd gespeeld in een strokeplay-formule van drie ronden (54-holes) en na de tweede ronde werd de cut toegepast.

## Winnaressen
| Jaar | Winnares        | Score | Score | Info  |
| ---- | --------------- | ----- | ----- | ----- |
| 2004 | Minea Blomqvist | 199   | –14   | [ 1 ] |
| 2005 | Ludivine Kreutz | 199   | –14   | [ 2 ] |
| 2006 | Rebecca Hudson  | 201   | –12   | [ 3 ] |